# M110 Semi-Automatic Sniper System
El Sistema Semiautomático de Francotirador M110, igualmente conocido como M110 SASS, es un fusil semiautomático calibre 7,62 mm, desarrollado por la compañía estadounidense Knight's Armament Company.
Este fusil está diseñado para reemplazar al M24 SWS, utilizado por francotiradores, vigías y tiradores designados del Ejército de los Estados Unidos.
Varias fuerzas armadas latinoamericanas lo tienen en su arsenal, especialmente los principales aliados de los Estados Unidos de América tales como Colombia y México; siendo este el último en adquirirlo.

## Características
Es fabricado por la empresa Knight's Armament Company en Titusville, Florida, e incorpora diversos accesorios:
- Una mira telescópica Leupold de 3.5 – 10x de ópticas variables.
- Un bipode móvil Harris.
- Un equipo de visión nocturna AN/PVS-14.
- Un sistema de bolsas para la munición.
- Configuración ambidiestra en el botón del retén del cargador, selector de modo de fuego y cerrojo.

El nombre de desarrollo en la compañía es el de SR-M110 SASS, pero el Ejército estadounidense maneja la denominación M110 SASS.

## Usuarios
- Argentina: Utilizado por las División Especial Halcón de la Pcia. de Bs. As. y GEOF de la Policía Federal Argentina.[1]
- Armenia: Ejército Armenio.
- Colombia: Fuerzas especiales del Ejército Colombiano.
- Grecia
- Irak: Ejército de Irak.
- México: Utilizado por las unidades de Fuerzas Especiales del Ejército Mexicano y de Infantería de Marina.
- Perú: Ejército del Perú
- Polonia
- Singapur
- Italia
- Estados Unidos: Ejército de los Estados Unidos.
- Senegal
- Turquía
- Venezuela: Presente en Todas las Unidades de la Fuerza Armada Nacional Bolivariana aunque no cuentan con autorización de parte del Ejército estadounidense y gran parte de los disponibles entran al país mediante el contrabando o compras en el mercado negro por parte del régimen de Venezuela

## Imágenes
|                                                      |
| M110 SASS con una mira AN/PVS-10 de visión nocturna. |

|                            |
| M110 SASS con silenciador. |